# 369. hrvatska „Vražja” divizija
369. hrvatska divizija, poznata pod imenom Vražja, (njem. 369. (Kroatische) Infanterie-Division) bila je hrvatska dragovoljačka postrojba u sastavu Wehrmachta tijekom Drugog svjetskog rata. Ime je dobila po uzoru na 42. „Vražju” diviziju hrvatskog domobranstva iz Prvog svjetskog rata. Pripadnici divizije su bili poznati i kao legionari, jer se hrvatske postrojbe u njemačkoj vojsci nazivalo i legijama. 

## Povijest

### Ustroj
Divizija je ustrojena 21. kolovoza 1942. u austrijskom gradu Stockerau od domobranskih regruta iz Nezavisne Države Hrvatske i njemačkog zapovjednog i vojno-stručnog osoblja. Obuka regruta je počela u rujnu 1942. na vojnom poligonu za obuku u Döllersheimu. Krajem 1942. divizija je imala 12 000 vojnika. U sastavu divizije bilo je i nešto preživjelih pripadnika 369. pukovnije koji su izbjegli zarobljavanje kod Staljingrada.

## 369. izviđačka bojna
- 369. grenadirska pukovnija
- 370. grenadirska pukovnija
- 369. topnička pukovnija
- 369. motorizirana inženjerijska bojna
- 369. protutenkovska bojna
- 369. bojna veze

### 1943.
Iako je prvotno bilo planirano da divizija bude poslana na istočno bojište, odlučeno je da bude poslana u borbu protiv partizana na prostoru NDH. Prvi vlakovi za Hrvatsku su počeli 18. prosinca 1942., prebacujući diviziju u Sisak. 5. siječnja 1943. divizija je pretrpjela prve žrtve kada je jedan vlak s Izviđačkim odjeljenjem naišao na minu 8 km južno od Siska pri čemu je iz tračnica iskočila lokomotiva i četiri vagona. 11 vojnika i jedan željezničar su poginuli od vatre koja je otvorena na vlak s obje strane pruge.
Uvedena je u borbu tijekom siječnja 1943. na Banovini protiv partizanske Sedme banijske divizije u sklopu operacije „Weiss 1”. Tijekom operacija „Weiss 1”, „Weiss 2” i „Schwarz” bila je podređena zapovjedniku korpusa „Hrvatska” generalu Rudolfu Lütersu. U travnju 1943. u suradnji s domobranskim postrojbama divizija je u operaciji Teufel III nanijela velike gubitke četnicima na Ozrenu. Tijekom bitke na Sutjesci, pretrpjela je težak poraz u području Balinovca i Jeleča od partizanske Prve proleterske divizije, kada je razbijena njena borbena grupa „Hene”.
Od kolovoza 1943. podređena je Drugoj oklopnoj armiji, najprije neposredno, a od listopada 1943. u sastavu 5. SS brdskog korpusa u istočnoj Bosni, Hercegovini i južnoj Dalmaciji. Sudjelovala je u brojnim operacijama protiv NOVJ u sastavu svog korpusa.

### Kraj rata
Nakon reorganizacije, divizija je raspoređena je u obranu okolice Mostara. Tijekom Mostarske operacije u veljači 1945. potisnuta je iz Mostara i nanijeti su joj teški gubici. Svoj ratni put završila je 15. svibnja 1945. na austrijskoj granici bezuvjetnom predajom jedinicama NOVJ.